# Половинко Григорій Григорович
Половинко Григорій Григорович (7 листопада 1946, смт Сахновщина, Сахновщинський район, Харківська область — 6 травня 2020, с. Весела Гора, Луганська область) — український письменник, журналіст, перекладач, краєзнавець, громадський діяч.

## Життєпис
Після закінчення в 1972 р. історико-філологічного факультету Луганського педагогічного інституту ім. Т. Шевченка викладав історію та суспільствознавство в середніх школах на Луганщині й Харківщині. Деякий час був заступником директора з навчально-виховної роботи ПТУ-№ 50 м. Щастя.
Брав участь у роботі Кримської археологічної експедиції. За творчим журналістським відрядженням перебував на будівництві Байкало-Амурської магістралі в селищах Алонка й Ургал (1976 р.) та в зоні Чорнобиля (1986 р.). Працював режисером Кремінського народного театру та головним художником Харківського науково-дослідного інституту Дніпрококс.
В 1993-95 рр. очолював Сєвєродонецьку міську організацію «Просвіта» і редагував газету «Сіверський край». Керував літературною студією «Молодий Луг» при редакції газети «Жизнь Луганска», викладав курс з історії рідного краю в луганській СШ № 13.
В 2013 році рукоположений в сан диякона УПЦ КП.

## Творчість
Літературною творчістю Григорій Половинко займався зі шкільних років. Перші поетичні публікації з'явилися в обласній пресі у 1966 році в газеті «Прапор перемоги». Григорій Половинко — автор 5 поетичних збірок.
Григорій Половинко був автором публіцистичних досліджень «Донбас – земля запорожців», «Сербська гілка луганського дерева», «Від Кальміуса до Лугані» та «Князь Ігор в історії і в «Слові о полку Ігоревім».
Крім поезії писав прозу, драматичні твори, займався публіцистикою та перекладами з польської, білоруської, болгарської, російської, іспанської та інших мов.